# Lethbridge Park
 Lethbridge Park ist ein Ort in der Metropolregion Sydney im Verwaltungsbezirk Blacktown City in New South Wales.
Der Ort liegt etwa 47 km westlich der Innenstadt von Sydney. Der Name der Stadt geht auf Harriet Lethbridge zurück, die mit einem Sohn des Kolonialverwalters Philip Gidley King verheiratet war. In Lethbridge Park lebten im Jahr 2021 insgesamt 4730 Menschen. Im Ort befindet sich die Lethbridge Park Public School.